# Belle Fourche River
Belle Fourche River (prawidłowa wymowa belfu:sz) – dopływ Cheyenne, długości 467 km, na terytorium Wyoming i Dakoty Południowej w Stanach Zjednoczonych. Wraz z rzekami Cheyenne i Missouri stanowi zlewisko rzeki Missisipi.
Początek bierze w północno-wschodnim Wyoming, na południu hrabstwa Campbell, w odległości około 24 km na północ od miejscowości Wright. Płynie początkowo na północny wschód przez Moorcroft i teren góry-pomnika Devils Tower. W pobliżu granicy ze stanem Montana skręca gwałtownie na południowy wschód i płynie przez zachodnie obszary Dakoty Południowej, mijając Belle Fourche i północne podnóża Black Hills. Na południu hrabstwa Meade w pobliżu Hereford, skręca ponownie na północny wschód wpadając do rzeki Cheyenne około 80 km od Rapid City.
Miejsce, w którym rzeka opuszcza Wyoming i wpływa na terytorium Dakoty Południowej, jest najniższym punktem na mapie stanu Wyoming (945 m n.p.m.).
Rzeka niesie znaczne ilości wody, co pozwala na nawadnianie sporych terenów uprawnych. Obszar nawadniany wodami Belle Fourche na terenie Dakoty Południowej wynosi około 231 km².